# Athlétisme à l'Universiade d'été de 1995
Navigation
Buffalo 1993 Catane 1997
Les épreuves d'athlétisme de l'Universiade d'été 1995 se sont déroulées à Fukuoka, au Japon.

## Podiums

### Hommes
| 100 m | David Oaks 10 s 28                                                               | Obadele Thompson 10 s 34                                                       | Terrence Bowen 10 s 36                                                             |
| 200 m | Anthuan Maybank 20 s 46                                                          | David Dopek 20 s 47                                                            | Thomas Sbokos 20 s 75                                                              |
| 400 m | Eswort Coombs 45 s 38                                                            | Udeme Ekpenyong 45 s 57                                                        | Dmitri Kossov 45 s 70                                                              |
| 800 m | Hezekiél Sepeng 1 min 47 s 87                                                    | Andrés Díaz 1 min 48 s 06                                                      | Pavel Soukup 1 min 48 s 15                                                         |
| 1 500 m | Abdel-Kader Chékhémani 3 min 46 s 53                                             | Andrea Giocondi 3 min 47 s 11                                                  | Abdohamid Slimani 3 min 47 s 43                                                    |
| 5 000 m | Katsuhiro Kawauchi 13 min 53 s 86                                                | Brahim Boulami 13 min 54 s 05                                                  | Maurizio Leone 13 min 54 s 13                                                      |
| 10 000 m | Yasuyuki Watanabe 28 min 47 s 78                                                 | Stephen Mayaka 28 min 55 s 02                                                  | Gabino Apolonio 29 min 7 s 95                                                      |
| Marathon | Takaki Morikawa 2 h 21 min 32 s                                                  | Patrick Muturi 2 h 24 min 29 s                                                 | Kim Ki-young 2 h 24 min 43 s                                                       |
| 110 m haies | Jonathan N'Senga 13 s 51                                                         | Brian Amos 13 s 59                                                             | Krzysztof Mehlich 13 s 66                                                          |
| 400 m haies | Kazuhiko Yamazaki 48 s 58                                                        | Octavius Terry 48 s 95                                                         | Yoshihiko Saito 49 s 18                                                            |
| 3 000 m steeple | Daniel Muturi 8 min 27 s 03                                                      | Joël Bourgeois 8 min 28 s 44                                                   | Brahim Boulami 8 min 35 s 53                                                       |
| 4 × 100 m | États-Unis Terrence Bowen David Oaks Peter Hargraves David Dopek 38 s 96         | Royaume-Uni Paul White Toby Box Douglas Walker Michael Afilaka 39 s 39         | Italie Angelo Cipolloni Alessandro Orlandi Carlo Occhiena Andrea Colombo 39 s 64   |
| 4 × 400 m | États-Unis Ryan Hayden Leonard Byrd Andre Morris Anthuan Maybank 3 min 0 s 40 CR | Russie Innokentiy Zharov Dmitriy Bey Sergey Voronin Dmitriy Kosov 3 min 1 s 95 | Royaume-Uni Antony Williams Jared Deacon Gary Jennings David Grindley 3 min 2 s 42 |
| 20 km marche | Daniel García 1 h 24 min 11 s                                                    | Giovanni Perricelli 1 h 24 min 19 s                                            | Arturo Di Mezza 1 h 24 min 33 s                                                    |
| Saut en hauteur | Dragutin Topić 2,29 m                                                            | Wolfgang Kreißig 2,29 m                                                        | Brendan Reilly 2,27 m                                                              |
| Saut à la perche | István Bagyula 5,70 m                                                            | Lawrence Johnson 5,60 m                                                        | Nuno Fernandes 5,55 m                                                              |
| Saut en longueur | Kirill Sosunov 8,21 m                                                            | Georg Ackermann 8,21 m                                                         | Gregor Cankar 8,18 m                                                               |
| Triple saut | Andrey Kurennoy 17,30 m                                                          | Armen Martirosyan 16,82 m                                                      | LaMark Carter 16,62 m                                                              |
| Lancer du poids | Yuriy Bilonoh 19,70 m                                                            | Viktor Bulat 19,69 m                                                           | Thorsten Herbrand 18,88 m                                                          |
| Lancer du disque | Vitaliy Sidorov 62,16 m                                                          | Frederick Potgieter 61,38 m                                                    | Diego Fortuna 61,16 m                                                              |
| Lancer du marteau | Balázs Kiss 79,74 m                                                              | Oleksandr Krykun 77,06 m                                                       | Sergey Gavrilov 75,50 m                                                            |
| Lancer du javelot | Zhang Lianbiao 79,30 m                                                           | Gregor Högler 77,52 m                                                          | Andriy Uglov 76,16 m                                                               |
| Décathlon | Dezső Szabó 8051 pts                                                             | Sebastian Chmara 8014 pts                                                      | Dmitri Sukkomazov 7971 pts                                                         |
| Records et Performances - AR : Record continental (area record) - CR : Record des championnats (championship record) - MR : Record du meeting (meet record) - NR : Record national (national record) - OR : Record olympique (olympic record) - PR : Record paralympique (paralympic record) - PB : Record personnel (personal best) - SB : Meilleure performance personnelle de la saison (season's best) - WL : Meilleure performance mondiale de l'année (world leader) - WJR : Record du monde junior (world junior record) - WR : Record du monde (world record) Circonstances et Conditions - DNF : N'a pas terminé (did not finish) - DNS : N'a pas pris le départ (did not start) - DQ : Disqualification (disqualification) - NM : Aucun essai valable enregistré (No Mark) - Q : Qualifié « directement » au prochain tour (ou à la prochaine compétition), lors d'une compétition majeure, grâce au classement ou à la réalisation des minima (automatic qualifier) - q : Qualifié au prochain tour (ou à la prochaine compétition), lors d'une compétition majeure, grâce au repêchage ou à la réalisation de l'une des meilleures performances parmi celles des « non qualifiés directement » (grâce au meilleur temps ou à la meilleure distance par exemple) (secondary qualifier) |                                                                                  |                                                                                |                                                                                    |

### Femmes
| 100 m | Melanie Paschke 11 s 16                                                                        | Ekaterini Thanou 11 s 30                                                         | Mary Tombiri 11 s 43                                                                    |
| 200 m | Du Xiujie 22 s 53                                                                              | Oxana Diatchenko 22 s 89                                                         | Zlatka Gueorguieva 23 s 04                                                              |
| 400 m | Olabisi Afolabi 50 s 50                                                                        | Tatyana Chebykina 51 s 01                                                        | Elena Rurak 51 s 76                                                                     |
| 800 m | Stella Jongmans 2 min 02 s 13                                                                  | Svetlana Tverdokhleb 2 min 02 s 92                                               | Natalie Tait 2 min 03 s 32                                                              |
| 1 500 m | Gabriela Szabo 4 min 11 s 73                                                                   | Julianne Henner 4 min 12 s 70                                                    | Ursula Friedmann 4 min 13 s 32                                                          |
| 5 000 m | Gabriela Szabo 15 min 29 s 86                                                                  | Silvia Sommaggio 15 min 34 s 32                                                  | Yumi Sato 15 min 35 s 28                                                                |
| 10 000 m | Iulia Negura 32 min 28 s 25                                                                    | Camelia Tecuta 32 min 43 s 38                                                    | Yasuko Kimura 33 min 03 s 01                                                            |
| Marathon | Masako Kusakaya 2 h 53 s 03                                                                    | Nao Otani 2 h 57 s 09                                                            | Kristi Klinnert 2 h 57 s 29                                                             |
| 100 m haies | Nicole Ramalalanirina 13 s 02                                                                  | Elena Ovcharova 13 s 07                                                          | Svetlana Laukhova 13 s 08                                                               |
| 400 m haies | Heike Meissner 55 s 57                                                                         | Ionela Tirlea 55 s 99                                                            | Tonya Williams 56 s 04                                                                  |
| 4 × 100 m | États-Unis Cheryl Taplin Inger Miller Juan Ball Kenya Walton 43 s 58                           | Russie Natalia Anissimova Oxana Diatchenko Olga Voronova Janna Levacheva 44 s 06 | Nigeria Ime Akpan Taiwo Aladefa Pat Itanyi Mary Tombiri 44 s 08                         |
| 4 × 400 m | Russie Yuliya Sotnikova Natalia Khrouchtcheleva Elena Andreeva Tatyana Chebykina 3 min 27 s 93 | États-Unis Nicole Green Camara Jones Janeen Jones Youlanda Warren 3 min 29 s 00  | Ukraine Viktoria Fomenko Svetlana Tverdokhleb Tatiana Movchan Elena Rurak 3 min 30 s 57 |
| 10 km marche | Annarita Sidoti 43 min 22 s                                                                    | Rossella Giordano 43 min 30 s                                                    | Larissa Ramazanova 43 min 56 s                                                          |
| Saut en hauteur | Viktoria Fedorova 1,92 m                                                                       | Svetlana Zalevskaya 1,92 m                                                       | Natalia Jonckheere 1,88 m                                                               |
| Saut en longueur | Viktoria Vershinina 6,76 m                                                                     | Sharon Jaklofsky 6,74 m                                                          | Lyudmila Galkina 6,55 m                                                                 |
| Triple saut | Sarka Kasparkova 14,20 m CR                                                                    | Lyudmila Doubkova 13,87 m                                                        | Barbara Lah 13,85 m                                                                     |
| Lancer du poids | Wu Xianchun 18,31 m                                                                            | Cheng Xiaoyan 17,95 m                                                            | Corrie de Bruin 17,82 m                                                                 |
| Lancer du disque | Natalya Sadova 62,92 m                                                                         | Anja Gundler 60,78 m                                                             | Bao Dongying 59,30 m                                                                    |
| Lancer du javelot | Felicia Țilea 62,16 m                                                                          | Claudia Isaila 61,74 m                                                           | Young sun Lee 61,62 m                                                                   |
| Heptathlon | Jane Jamieson 6123 pts                                                                         | Mona Steigauf 6102 pts                                                           | Irina Tyukhay 5989 pts                                                                  |
| Records et Performances - AR : Record continental (area record) - CR : Record des championnats (championship record) - MR : Record du meeting (meet record) - NR : Record national (national record) - OR : Record olympique (olympic record) - PR : Record paralympique (paralympic record) - PB : Record personnel (personal best) - SB : Meilleure performance personnelle de la saison (season's best) - WL : Meilleure performance mondiale de l'année (world leader) - WJR : Record du monde junior (world junior record) - WR : Record du monde (world record) Circonstances et Conditions - DNF : N'a pas terminé (did not finish) - DNS : N'a pas pris le départ (did not start) - DQ : Disqualification (disqualification) - NM : Aucun essai valable enregistré (No Mark) - Q : Qualifié « directement » au prochain tour (ou à la prochaine compétition), lors d'une compétition majeure, grâce au classement ou à la réalisation des minima (automatic qualifier) - q : Qualifié au prochain tour (ou à la prochaine compétition), lors d'une compétition majeure, grâce au repêchage ou à la réalisation de l'une des meilleures performances parmi celles des « non qualifiés directement » (grâce au meilleur temps ou à la meilleure distance par exemple) (secondary qualifier) |                                                                                                |                                                                                  |                                                                                         |